# María Rita Más Ybáñez
María Rita Más Ybáñez, nascuda a Vigo el 1964, és una fotògrafa , etnografía y antropología i poeta gallega. Viu a Corunya i treballa al sector de la comunicació y universidad .
Entre otros premios es premio nacional de poesía Jaime Gil de Biedma 

## Obra
- Albada de mujer en paro, guardonat amb el Premi Internacional de Poesia Jaime Gil de Biedma y Alba.[1]

## Premis
Premi Carballo mirant el mar de l’Ajuntament de Carballo en la categoria de videopoemes el 2015.